# 哥倫比亞 (烏伊拉省)
哥倫比亞，或科隆比亞，是哥倫比亞的城鎮，位於該國西南部，由乌伊拉省負責管轄，距離首府內瓦87公里，始建於1845年4月5日，面積1,538平方公里，海拔高度905米，2005年人口8,648。
3°22′40″N 74°48′28″W / 3.37778°N 74.8078°W